# Amande
Pour l’article ayant un titre homophone, voir amende.
Pour les articles homonymes, voir amande (homonymie).
L'amande est le fruit de l'amandier (Prunus dulcis) (famille des Rosacées).
L’amande est une graine riche en lipides (54 %), et en particulier en acides
oléique et linoléique, et en oméga-6. Elle est aussi remarquablement riche en protéines (22 %), quoique dépourvue de certains acides aminés essentiels, comme la méthionine et la lysine.
Depuis l’Antiquité, l’amande tient une place importante dans la pâtisserie orientale et méditerranéenne. Elle connaît depuis deux décennies un regain d’intérêt. La hausse de la demande est tirée par le désir de nombreux consommateurs de se tourner vers des aliments d’origine végétale, réputés bons pour la santé, en particulier pour le grignotage, les collations et les en-cas.
Au sens botanique, le terme amande désigne toute « graine contenue dans le noyau d’une drupe qui contient une importante réserve alimentaire permettant à l’embryon de se développer ». Dans le langage courant, le terme désigne aussi bien le fruit de l’amandier tel qu’il apparaît sur l’arbre que sa coque débarrassée de ses écales, la graine sortie de sa coque (c’est l’amande au sens botanique, dans le commerce on l’appelle amandon) ou, enfin, cette graine débarrassée de son tégument (ou amande mondée).

## Description botanique
De forme ovoïde, recouverte d'une peau veloutée au toucher, verte et duveteuse, l'amande est un fruit à coque ressemblant à une petite pêche verte, dont la chair reste mince, dure et sèche et ne devient jamais juteuse.
Sur le plan botanique, le fruit de l’amandier (Prunus dulcis) est une drupe dont la partie externe (composé de l’épicarpe et de l’endocarpe) est d’abord un peu charnue et couverte d’une peau duveteuse, de couleur verte (vert gris bleuté). Le fruit vert est comestible en entier. La chair devient progressivement sèche, la partie interne de l’épicarpe, croquante et de bonne saveur chez l’amande verte devient un noyau dur et fibreux à maturité qui se détache bien de la chair.
Lorsqu’elle arrive à maturité, la pulpe s’assèche et s’ouvre en deux valves en libérant le noyau. Cette partie ligneuse, oblongue, jaune ambré, crevassée correspond à l’endocarpe. Elle est très dure et nécessite un instrument (comme un casse-noix) pour être ouverte. Elle libère alors une graine ou « amande » au sens botanique (dans le monde de la production, on parle d’« amandon » ou d’« amande décortiquée »). La graine est entourée d’un tégument brun, légèrement velu, assez coriace. Après avoir enlevé cette peau, on obtient une « amande “mondée” » qui se partage aisément entre ses deux cotylédons et laisse apparaitre la gemmule et la radicule.
L'amande est une graine oléagineuse à la chair pâle, croquante, douce ou amère (pour les amandes sauvages). Oblongue et aplatie, pointue à l'extrémité portant le germe, l'amande est naturellement très toxique car elle est très riche en cyanure. L'amande douce est le produit d'une sélection par les êtres humains. Elle contient encore un peu de cyanure, mais en quantité bien moindre que la graine sauvage (l'amande amère).
|                     |                                                                                      |                                                                                      |
| Fruit de l’amandier |                                                                                      |                                                                                      |
| Drupe               | épicarpe, duveteux mésocarpe d’abord charnu puis s’assèche et s’ouvre en deux valves | épicarpe, duveteux mésocarpe d’abord charnu puis s’assèche et s’ouvre en deux valves |
| Drupe               | noyau                                                                                | endocarpe, « coque » lignifiée                                                       |
| Drupe               | noyau                                                                                | 1 graine, « amande » comestible (ou amandon), entouré d’un tégument brun             |

L'amande verte ou amande fraîche désigne un fruit qui n'a pas encore séché, récolté en juin et juillet, d'aspect tendre et laiteux, de saveur délicate et dont on peut facilement retirer la peau. À ce stade, la coque de l'amande n'a pas encore complètement durci et il est possible de l'ouvrir avec un couteau en passant la lame dans la tranche de la coque.
Par extension, on appelle aussi amande toute graine contenue dans le noyau (abricot, etc.) ou la coque (noisette, noix, etc.) d'un fruit.

## Analyse nutritive

### Macronutriments
L’amande est une graine riche en lipides (54 %) ce qui en fait un fruit énergétique (583 kcal/100 g) mais toutefois moins que la noisette ou la noix (709 kcal/100 g).
Selon les moyennes de la table ci-contre de Souci et al. (2008), elle est très riche en acides gras monoinsaturés (32,73 g/100 g) constitués d’acide oléique (C18:1 cis-9, oméga-9), le constituant principal de l’huile d’olive. L’acide oléique représente 60 % de tous les lipides. Les acides gras polyinsaturés viennent ensuite avec un taux 23,6 % des lipides. Ils sont représentés essentiellement par l’acide linoléique (C18:2, oméga-6) au taux de 12,8 g/100 g. L’amande est dépourvue d’acide gras oméga-3, contrairement à la noix qui en est richement dotée.
La composition en acides gras des amandes est très dépendante du génotype. Kodad et al. ont suivi pendant trois ans la composition en acides gras de 44 cultivars d’amandiers de différentes régions d’Espagne. Le contenu total en lipides (moyenné sur trois ans) est très variable puisqu’il peut aller de 51 % pour « Tejada-2 » à 65 % pour « Biota ». Pour les acides gras monoinsaturés, la plage de variation va de 65 % pour « Rumbeta » à 80 % pour « Muel » pour l’acide oléique (en % du contenu en lipides total). Le 60 % de moyenne de Souci et al. (table ci-contre) est donc en dessous de cette fourchette. La tendance que peuvent avoir les amandes à rancir au cours du stockage est liée à l’oxydation des acides gras insaturés. On exprime la qualité d’une amande par son rapport acide oléique / linoléique (O/L). « Redonda de la Palma » a le ratio O/L=5,5 le plus élevé. Cette étude a pu montrer que certains cultivars (« Redonda de la Palma », « Liso », « Del Cid », « Muel ») avaient un contenu élevé et stable en acide oléique (>75 %) et faible en acide linoléique (<17 %). Ils méritent donc d’être introduits dans les programmes de sélection des amandiers.
Une étude semblable sur les cultivars californiens par Sathe et al. (2008) a trouvé aussi des variations très amples des concentrations en acides gras suivant les variétés, toutefois avec des plages décalées vers le bas par rapport aux variétés espagnoles. Ainsi la composition en acide oléique (C18:1) est comprise entre 60 % et 74 %  (des lipides) soit de 5 % en moins. La mesure de la concentration en acide alpha-linolénique (C18:3) donne 0,07 à 0,08 %, confirmant sa quasi-absence. Mais cet inconvénient nutritionnel est un avantage commercial puisque les amandes se conservent plus longtemps sans rancir que les noix.
Le second macronutriment important est constitué des protéines. Le taux de 22 % de protéines dans l’amande est particulièrement élevé, comparé à celui de la noix ou de la noisette (environ 13 %). Il est de l’ordre de celui de la viande ou du poisson (20 %). Par contre, un certain nombre d’acides aminés essentiels sont en très faible quantité (Ahrens et al., 2005). Les premiers acides aminés limitants sont la méthionine + la cystéine, suivis par la lysine et la thréonine. La valeur du score chimique corrigé de la digestibilité suggère que « les protéines de l’amande sont d’une qualité nutritive médiocre ». Toutefois pour un adulte, dans la mesure où il consomme une alimentation variée, riche en acides aminés soufrés (méthionine + cystéine), les amandes peuvent fournir une source précieuse de protéines alimentaires.
Les glucides sont présents dans l’amande en faible quantité (5,3 %) ; ils sont principalement composés de saccharose, de raffinose, de glucose et de fructose. Enfin, l'amande est riche en fibres alimentaires (13,5 g/100 g).

### Micronutriments
L’amande est un aliment riche en micronutriments (vitamines et minéraux). Elle est particulièrement riche en vitamine E (constitué essentiellement de quatre tocophérols). Les trois tocophérols mesurés par Kodal et al. varient significativement avec la variété et l’année de production. L’α-tocophérol est dominant (allant de 313 mg.kg−1 pour la variété espagnole « Muel » en 2009, à 616 mg.kg−1 pour « Araguayo-2 » en 2010). Pour cette même année 2010, la variété « Araguayo-2 » avait aussi 1,97 mg.kg−1 de δ-tocophérol et 28,01 mg.kg−1 de γ-tocophérol. Soit un tocophérol total très important de 646 mg.kg−1 et de même ordre de grandeur que pour la noix (variété « Chandler »). Mais la différence majeure avec la noix est qu’ici α-tocophérol est dominant alors que pour la noix c’est le γ-tocophérol (qui est une forme biologiquement moins active que α-tocophérol).
L'amande est aussi relativement riche en vitamine B2 et B9.
Elle est riche en cuivre, manganèse, magnésium et phosphore (par ordre décroissant du % de VNR). Par ailleurs, la teneur en sodium de l’amande étant très faible (1-2 mg/100 g), le rapport potassium/sodium est compris entre 360 et 900 ce qui est exceptionnel pour un aliment naturel. Ceci peut constituer un avantage pour les régimes hyposodés.

## Composés phénoliques
D’après PhenolExplorer, l’amande contient divers flavonoïdes tels que des flavanols :
| Les flavanols de l’amande (avec son tégument) en mg/100 g (d’après Phenol-Explorer) | Les flavanols de l’amande (avec son tégument) en mg/100 g (d’après Phenol-Explorer) | Les flavanols de l’amande (avec son tégument) en mg/100 g (d’après Phenol-Explorer) | Les flavanols de l’amande (avec son tégument) en mg/100 g (d’après Phenol-Explorer) |
| (+)-catéchine                                                                       | (+)-gallocatéchine 3-O-gallate                                                      | (-)-épicatéchine                                                                    | (-)-épigallocatéchine                                                               |
| ----------------------------------------------------------------------------------- | ----------------------------------------------------------------------------------- | ----------------------------------------------------------------------------------- | ----------------------------------------------------------------------------------- |
| 1,28                                                                                | 0,46                                                                                | 0,59                                                                                | 2,60                                                                                |

ainsi que
- des flavanones : ériodictyol, naringénine, naringénine 7-O-glucoside
- des flavonols : kaempférol, des glucosides, des galactosides et des rutosides de kaempférol,
- des acides phénoliques : acide 4-hydroxybenzoïque, protocatéchique et vanillique

Tous ces flavonoïdes sont situés dans le tégument de l’amande. Donc, une fois émondée, l’amande n’a plus ces flavonoïdes.
Dans le cadre d’une étude comparative du contenu phénolique des amandes de dix fruits à coque du commerce, Yang et al. ont procédé à une extraction par solvant des composés phytochimiques libres et liés. Ils ont établi par la méthode colorimétrique de Folin-Ciocalteu que la noix commune possédait le contenu phénolique largement le plus grand avec la noix de pécan (1 464 mg/100 g), suivis par la cacahouète, la pistache (572 mg/100 g), la noix de cajou (316 mg/100 g), la noisette (315 mg/100 g) et l’amande (213 mg/100 g)
noix commune > noix de pécan > cacahouète > pistache > …> noisette > amande>noix du Brésil
Une méthode colorimétrique a déterminé le contenu en flavonoïde total :
| Noix                                       | Pécan | Cacahouète | Noix de cajou | Noisette | Amande | Activités antioxydantes de 10 fruits à coque |
| ------------------------------------------ | ----- | ---------- | ------------- | -------- | ------ | -------------------------------------------- |
| Contenu phénolique total (mg/100 g)        |       |            |               |          |        |                                              |
| 1 580                                      | 1 464 | 646        | 316           | 315      | 213    |                                              |
| Contenu flavonoïde total (mg/100 g)        |       |            |               |          |        |                                              |
| 745                                        | 705   | 190        | 64            | 114      | 93     |                                              |
| Activité antioxydante totale (µmol vit. C) |       |            |               |          |        |                                              |
| 458                                        | 427   | 81         | 30            | 7        | 25     |                                              |

Les mesures d’activité antioxydante de Yang et al. ont établi une suprématie écrasante de la noix commune et de la noix de pécan, suivie de très loin par la pistache, l'amande et la noisette (sans différence significative entre les deux derniers). La noix commune a une activité de 458 µmol/g (en équivalent de micromoles de vitamine C par gramme d’échantillon), soit 18 fois plus que celles de l’amande (25 µmol/g). Cette étude suggère que plus le contenu phénolique total est grand, plus est importante l’activité antioxydante.

## Utilisations

### Utilisation alimentaire

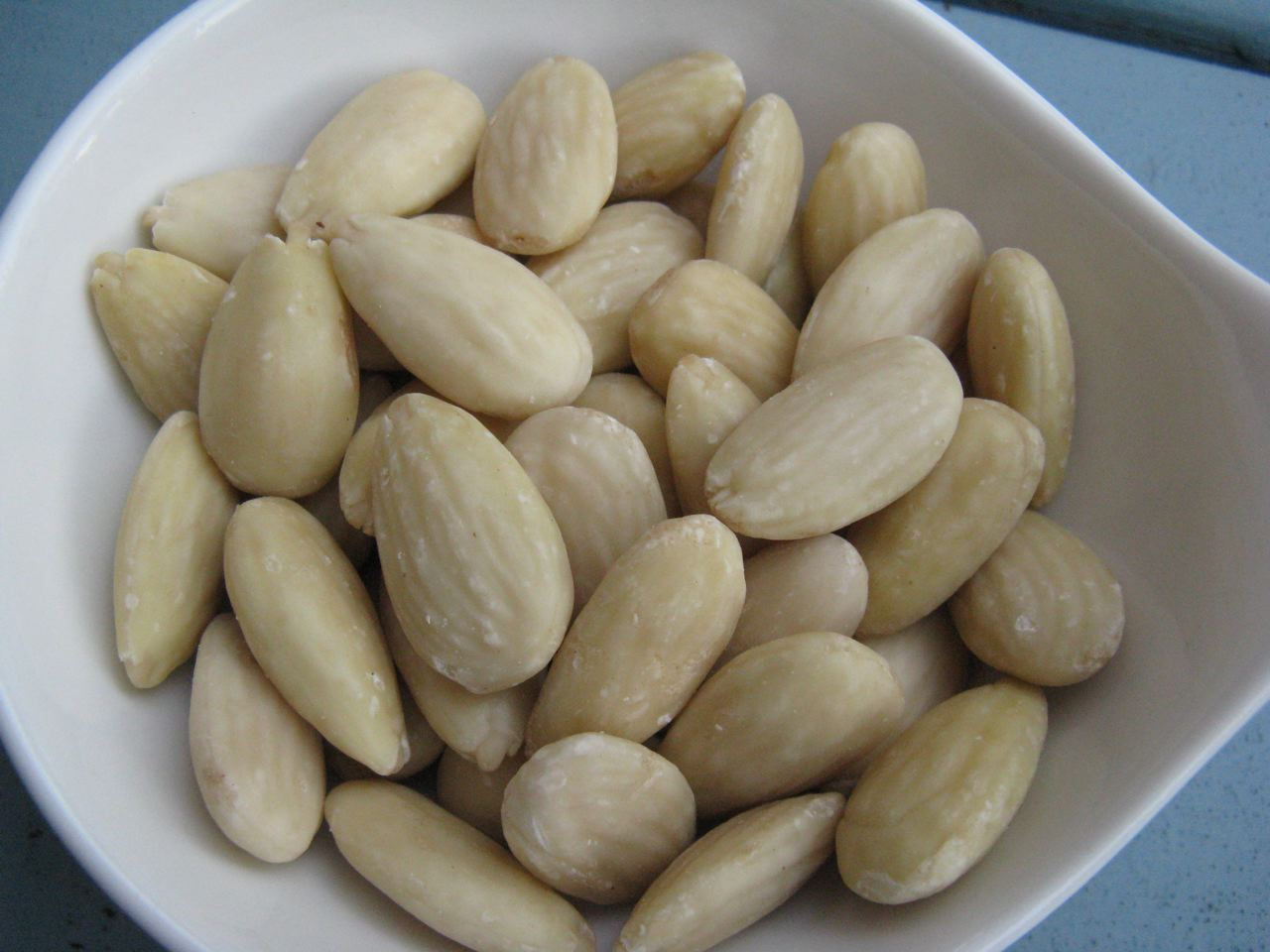
Amandes mondées (ou émondées). Le tégument brun est retiré, après trempage.

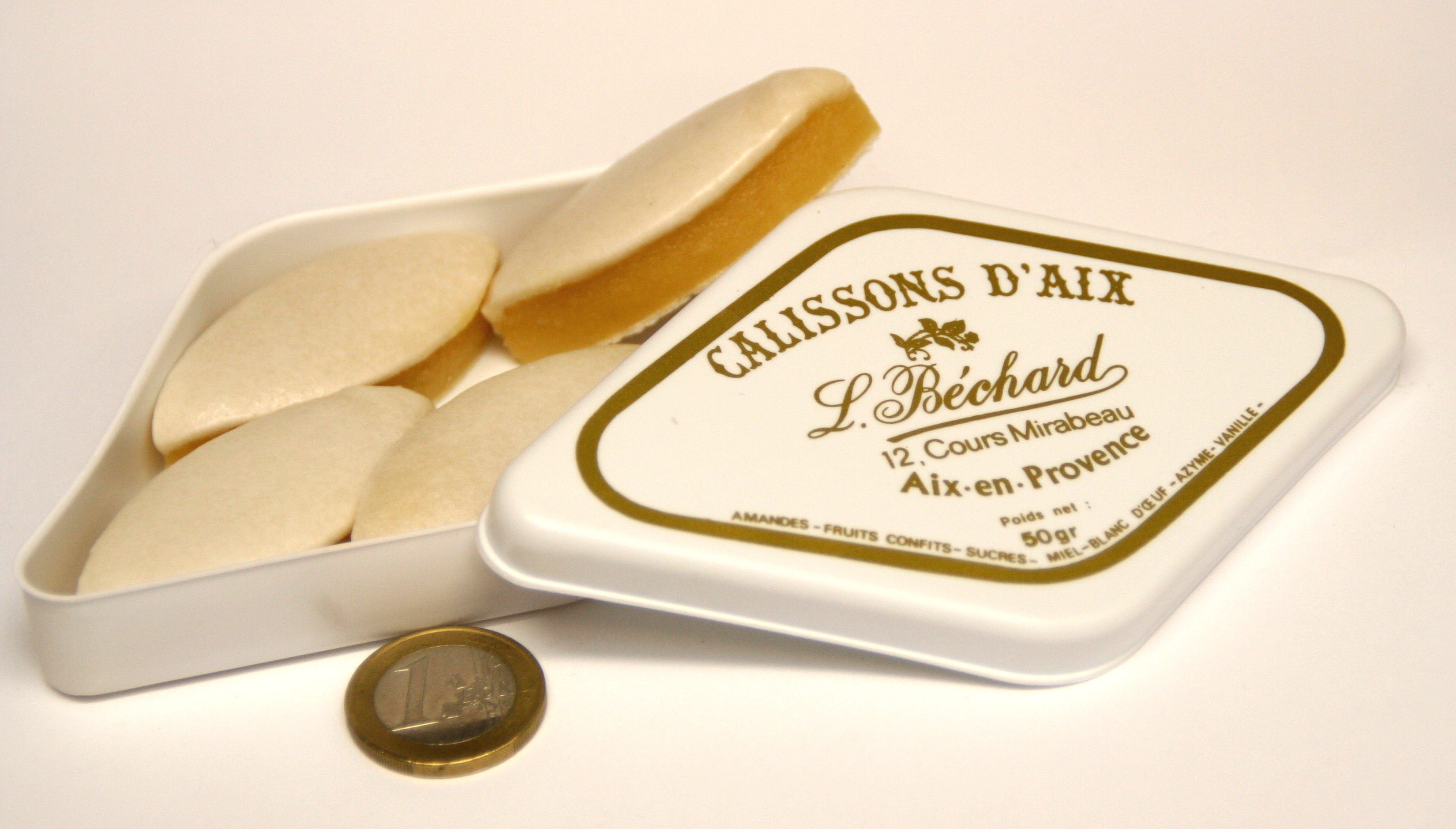
Calissons.

Elle se mange fraîche ou séchée. Les premières amandes douces fraîches de la saison se dégustent en dessert. Fraîche, elle est croquante, juteuse et légèrement âpre. Sèche, elle est ferme, cassante, sucrée et légèrement amère. La graine séchée peut être entière, grillée, effilée, pilée, mondée, en pâte, en crème ou en lait ; elle se consomme telle quelle ou entre dans la préparation de nombreux gâteaux.
C'est l'un des 13 desserts du Noël provençal, qui comptent également le nougat, dont elle est un des principaux ingrédients. Elle se mange aussi en dragée, en praline, calisson, touron ou en fruit déguisé, dans la frangipane ou la pâte d'amande (ou massepain). L’amande est un constituant important des pâtisseries orientales (baklava, briwat, etc.). Les boulettes d'amandes Kaaber el-louz, ou "cailloux de Carthage" sont une recette tunisienne.
L'amande peut également accompagner le poisson (truite), la viande (poulet, pigeon) et diverses préparations (couscous, farces, beurres composés).
Les nouveaux rythmes de vie ont favorisé en Europe occidentale et en Amérique du Nord, le grignotage et la consommation fréquente d'en-cas. Pour répondre au besoin de produits naturel sains, les industriels de l’agroalimentaire incorporent de plus en plus de fruits à coque (noix, amandes et noisettes) dans les produits alimentaires, selon une étude menée par Innova Market Insight (2015).
L'amande amère peut être toxique même en petite quantité car elle contient de l’amygdaline capable de se transformer en acide cyanhydrique, toxique. L'amande amère s'utilise cependant à faible dose en pâtisserie et en confiserie (par exemple, en arôme, dans la préparation du massepain, ou du calisson).
Actuellement, de nombreuses boissons à base d’amande, dite « Lait d'amande », sont disponibles dans le commerce sous forme de liquide (en brique ou bouteille) ou de poudre. Au Moyen Âge, le lait d’amande a constitué un aliment de base des cuisines du monde chrétien et musulman, car le lait de vache ne se conservait pas longtemps sans se gâter. De nos jours, le lait d’amande s’utilise en remplacement du lait de vache pour la réalisation de tartes aux légumes, pâtes à crêpes, etc. Au petit-déjeuner, on l’utilise pour faire tremper le muesli. Il est recherché par les végétariens ou les personnes intolérantes au lactose du lait animal. Le lait d’amande du commerce est fait de 2.8 % à 8 % d’amande et d’eau (additionnée éventuellement de sucre, arômes naturels, carraghénane et autres additifs). On peut le faire avec des amandes émondées qu’on fait tremper une nuit. Ensuite, on les égoutte et les passe au blender avec de l’eau. On trouve aussi des pots de purée d’amandes blanches ou complètes. La purée d’amande peut être utilisée au petit-déjeuner sur les tartines ou comme condiment pour les légumes ou le riz.
L'orgeat que l'on consomme de nos jours est une boisson fabriquée à partir d'amandes.
L'amande est très riche en lipides et protéines.

### Autres utilisations

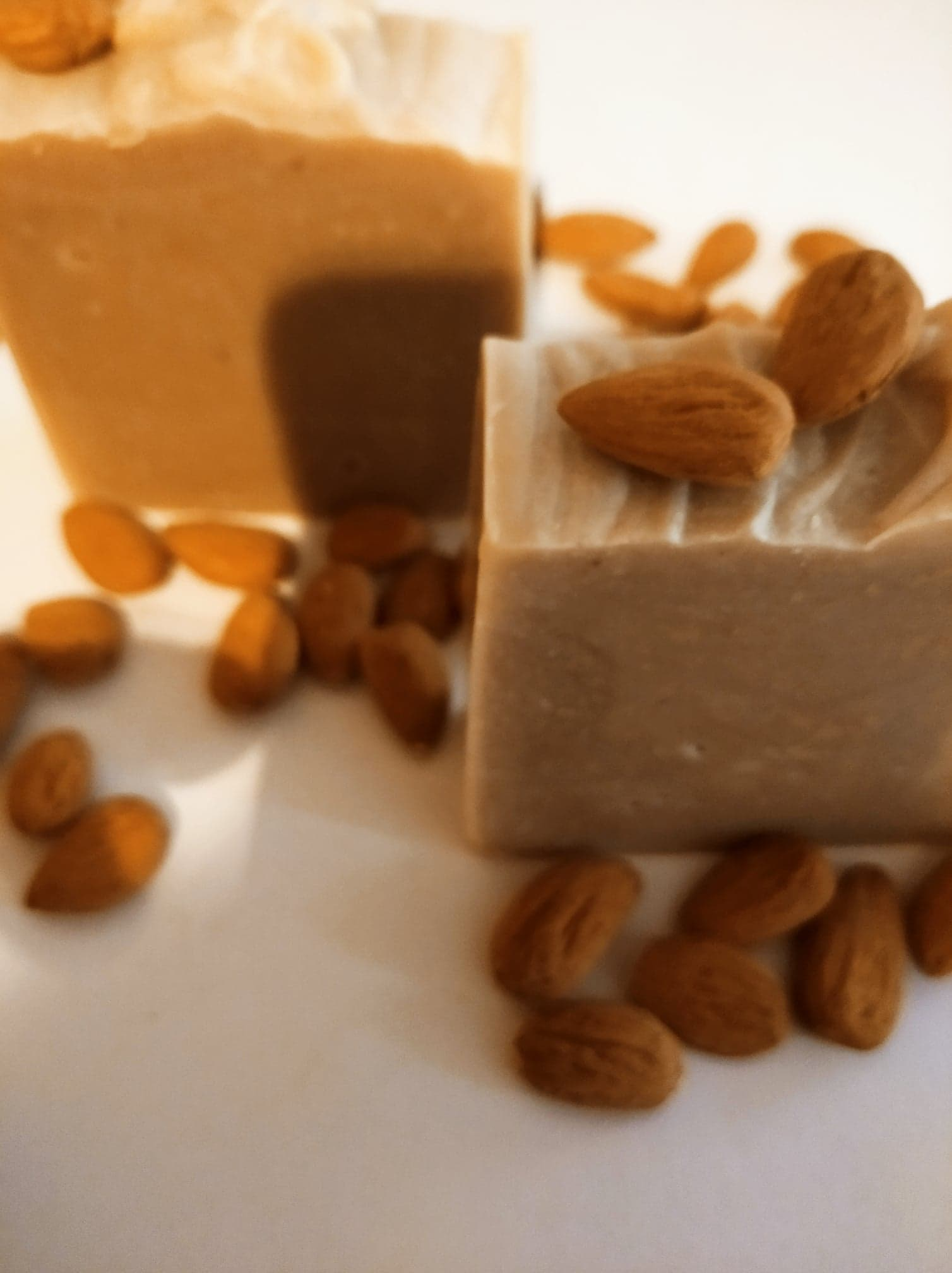
Savon à froid au lait d'amande.

L'huile d'amande amère extraite du noyau est, depuis l'Antiquité, très utilisée pour ses propriétés cosmétiques, adoucissantes et hydratantes en cas d'inflammation cutanée (cicatrisante et anti-inflammatoire en cosmétologie). Elle adoucit et tonifie la peau et est utilisée en dermatologie.
Elle est utilisée comme ingrédient dans la conception des savons artisanaux avec la méthode de saponification à froid. Sa couleur n'est pas d'un blanc pur comme les savons industriels mais plutôt "blanc cassé" si le tégument brun été retiré après trempage ou jaune si l'on n'a pas retiré le tégument.
Elle est aussi laxative, utilisée par les éleveurs et vétérinaires comme purgatif pour le bétail.

## Toxicité de l’amande amère
La molécule indirectement responsable de l’amertume et de la toxicité de l’amande est l’amygdaline. Elle peut s’accumuler dans les amandes amères à un taux mille fois supérieur à celui présent dans les amandes douces. L’amygdaline est un glycoside cyanogène présent dans les tissus de nombreuses plantes qui s’hydrolyse (par l’action d’un complexe enzymatique) après lésion des cellules en donnant de l’acide cyanhydrique (HCN), du benzaldéhyde et du glucose. La réaction qui s’effectue en plusieurs étapes, a pour bilan final :
amygdaline + 2 H2O → acide cyanhydrique + benzaldéhyde + 2 glucoses
Le benzaldéhyde est un liquide à odeur d’amande amère qui est utilisé comme arôme alimentaire, par exemple dans le kirsch fantaisie ou le traitement des vins. L’acide cyanhydrique possède aussi un léger goût d’amande amère.
Après ingestion, l’amygdaline est hydrolysée en cyanure dans l’intestin grêle par action des β-glucosidases du microbiote intestinal. Sinon le simple broyage d’amandes amères suffit à mettre en contact l’amygdaline avec la β-glucosidase des tissus de l’amande (émulsine) et à provoquer son hydrolyse.
La toxicité provient de la formation de l’ion cyanure (N≡C−) qui après absorption par un humain, se fixe sur les atomes de fer contenus dans l’hémoglobine et la cytochrome c oxydase mitochondriale. Par cette action, il empêche alors l’utilisation de l’oxygène apporté par le sang. Certaines cellules, comme les neurones situés au niveau de la base de la moelle allongée (bulbe) où se trouve le centre respiratoire, sont particulièrement sensibles à cette action. Par conséquent, le cyanure entraîne une diminution de l’activité respiratoire à l’origine de multiples atteintes neurologiques, respiratoires et cardio-vasculaires.
Le cyanure a une toxicité aiguë très élevée. La dose orale létale de cyanure a été estimée chez l’homme à environ 0,5 à 3,5 mg/kg de masse corporelle.
Afin de déterminer le contenu en cyanure que les amandes peuvent générer par hydrolyse, N. Chaouali et al. (2013), ont broyé un lot de diverses amandes puis les ont laissé macérer à 38 °C pendant 12 heures afin de provoquer l'hydrolyse de l’amygdaline. Ils ont mesuré le niveau d’acide cyanhydrique par la méthode argentométrique de trois variétés d’amandes douces, de trois exemplaires d’amandes amères et de cinq amandes d’abricot, provenant de Tunisie. L’analyse menée par Y. Zebbiche et al. par chromatographie en phase gazeuse, sur des amandes amères et des amandes d’abricot provenant de différentes régions d’Algérie, broyées et laissées à macérer pendant 24 heures (nécessaire pour une hydrolyse complète), a donné des valeurs nettement plus élevées.
| Concentration moyenne de HCN (min. et max. en mg/kg) | Concentration moyenne de HCN (min. et max. en mg/kg) | Concentration moyenne de HCN (min. et max. en mg/kg) | Concentration moyenne de HCN (min. et max. en mg/kg) |
| Amande douce                                         | Amande amère                                         | Amande d’abricot                                     | Auteurs                                              |
| ---------------------------------------------------- | ---------------------------------------------------- | ---------------------------------------------------- | ---------------------------------------------------- |
| 27 - 32                                              | 918 - 1215                                           | 540 - 1193                                           | Chaouali et al.                                      |
| …                                                    | 2828 - 4146                                          | 383 - 2774                                           | Zebbiche et al.                                      |

Les amandes amères récoltées à Tlemcen ont le taux le plus élevé de 4 146 mg/kg de cyanure d’hydrogène. Le taux moyen des amandes algériennes est de 3 584 mg/kg pour une masse moyenne de 0,92 g. Pour Zebbiche et al., le nombre d’amandes amères pouvant être responsables d’une intoxication mortelle par le cyanure d’hydrogène libéré varie de 11 à 21 amandes amères. Un rapport sur un cas d'intoxication datant de 1982 indique que les amandes amères consommées par la victime contenaient 469 mg de cyanure pour 100 g. L'ingestion d'une douzaine d'amandes seulement aurait pu lui être fatale si elle n'avait pas été secourue. D’après le Centre Antipoison d’Alger, les intoxications aux hétérosides cyanogènes touchent particulièrement les jeunes enfants (97 %).
Un cas survenu dans le midi de la France chez une fillette de 30 mois (14 kg) à qui son grand-père a offert 5 amandes cueillies sur un amandier a été rapporté en 2010. Dix minutes après l’ingestion, l’enfant était pâle et avait des difficultés à tenir la tête droite. Dans la voiture qui l’emmenait aux urgences, elle connut une conscience fluctuante suivie de crises épileptiques. Une perfusion de hydroxocobalamine fit disparaître les manifestations neurologiques en 15 minutes.
En France, les cas d’intoxication par les hétérosides cyanogènes concernent principalement la consommation d’amandes d’abricot, réputées avoir des propriétés « anticancer ». Il paraît nécessaire d’alerter sur les risques d’intoxication encourus en cas de consommation aux doses préconisées sur internet dans le prétendu « traitement du cancer ». Cette allégation se retrouvant dans toute l’Europe a abouti à une mise en garde de l’Agence européenne de sécurité des aliments (Efsa). En 2016, l’Efsa a établi un niveau de sécurité pour une exposition unique ponctuelle au cyanure d’hydrogène de 20 µg/kg de poids corporel, soit environ 1 à 3 amandes d'abricot pour les adultes et la moitié d’une petite amande pour les jeunes enfants.

## Propriétés physiologiques
En raison de sa richesse en lipides et en protéines, on sait depuis longtemps que l’amande apporte beaucoup d’énergie sous un faible volume. Cependant, depuis une vingtaine d'années, des recherches ont permis de découvrir et argumenter d'autres effets physiologiques.

### Sur le système cardio-vasculaire
Un premier essai clinique a été réalisé en 1992 auprès de volontaires hypercholestérolémiques soumis à deux régimes successifs de trois semaines, l’un avec 100 g/jour d’amandes, l’autre sans amandes. Il a été constaté que la cholestérolémie moyenne a diminué de 8,5 % lors du régime avec amande comparée à celui sans amande. Un second essai clinique assez similaire comportant quatre semaines de traitement de sujets hypercholestérolémiques confirma le premier avec des baisses de 7,5-15 % de la cholestérolémie et surtout de 10-19 % de la LDL-cholestérolémie (« mauvais cholestérol ») chez les sujets traités par 100 g/jour d’amande comparés à d’autres sujets soumis à deux régimes distincts sans amande.
Plus récemment, des doses plus modérées d’amandes (~ 37 g/jour) furent administrées durant un mois à des patients hypercholestérolémiques. Elles aboutirent à une diminution moyenne statistiquement significative de 4,4 % du taux de LDL-cholestérol dans le sang. À une dose plus élevée (~ 74 g/jour), la diminution fut de 9,4 %.
En 2003, ce furent 25 volontaires aux cholestérolémies normales qui furent soumis pendant 4 semaines à un régime défini dans le cadre du « National Cholestérol Education Program’s » des États-Unis, enrichi ou pas en amandes à raison de 0 %, 10 % (34 g/jour) ou 20 % (68 g/jour) de l’énergie totale fournie. Résultat : une baisse significative de 7 % de la LDL-cholestérolémie fut constatée dans le groupe au régime enrichi par 20 % d’amandes (mais pas dans celui à 10 % d’amandes). Cette baisse correspond à une réduction estimée à 11 % du risque d’accident cardiovasculaire.
D’autres essais ont permis de constater que des régimes alimentaires de 4 semaines, riches en protéines végétales, phytostérols, fibres et accompagnés de 32 g/jour d’amandes se sont avérés presque aussi efficaces qu’un traitement par un médicament hypocholestérolémiant accompagné d’un régime pauvre en lipides saturés et riche en blé complet,

### Incidence sur le poids corporel
Malgré sa richesse en lipides et protéines, des travaux commencés au début des années 2000 ont montré que lors de régimes, la consommation d'amandes n'entraîne pas de prise de poids. Une première étude a réuni 27 hommes et femmes atteints d’hyperlipémie qui ont été soumis pendant un mois à un régime hypocalorique (~ 423 kcal/jour) additionné soit de 100 g/jour d’amandes, soit de 50 g/jour d’amandes avec une demi-portion de petit pain, soit d’un petit pain uniquement. Les résultats ont montré que la consommation d’amandes n’a pas provoqué de prise de poids. Une seconde étude d’une durée de six mois a été menée avec des sujets en surpoids ou obèses alimentés par deux régimes basses calories équivalents, l’un comprenant 84 g/jour d’amandes et l’autre riche en glucides complexes et pauvres en lipides. Au terme de l’essai, les pertes de poids furent plus élevées parmi les sujets soumis au régime modéré en lipides (celui avec amandes) qu’avec celui pauvre en lipides.

### Pouvoir antioxydant
Une équipe de chercheurs chinois et américains sous la direction de Ning Li a mis en évidence qu’en mangeant une poignée d'amandes chaque jour, on augmente ses défenses anti - radicaux libres et on diminue le stress oxydatif que provoquent notamment les substances contenues dans la fumée de tabac.

## Caractère aromatique

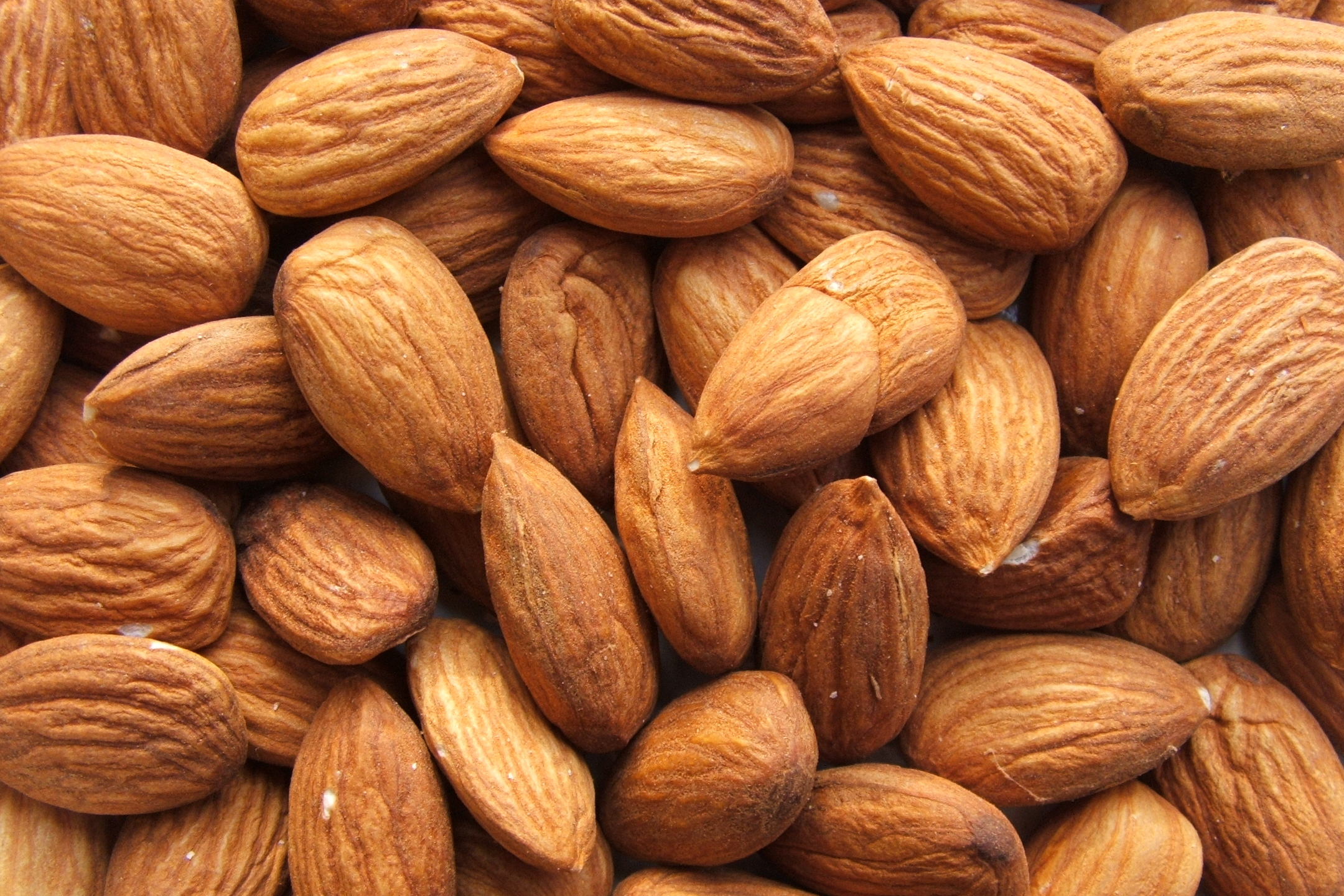
Amandes.

L'arôme de l'amandier, ou de l'amande, est défini comme caractère aromatique basique. On parle alors :
- d'odeur de la fleur d'amandier, parfois décelée dans des vins blancs.
- d'arôme de l'amande sèche, proche de la vanilline, fréquent sur des vieux vins blancs.
- du caractère d'amande amère de nombreux crus primeurs blancs.
- du goût discret de noyau d'amande de certains vieux vins rouges.
- d'arôme d'amande grillée, de certains vins blancs de garde.

## Production
Les principaux pays producteurs d’amandes en coque sont d’après FAOSTAT :
| Rang | Pays       | 2016 (t)  | 2017 (t)  | 2018 (t)  | 2019 (t)  |
| ---- | ---------- | --------- | --------- | --------- | --------- |
| 1    | États-Unis | 970 688   | 1 029 655 | 1 872 500 | 1 936 840 |
| 2    | Espagne    | 199 167   | 255 503   | 339 033   | 340 420   |
| 3    | Iran       | 132 148   | 111 845   | 139 029   | 177 015   |
| 4    | Turquie    | 85 000    | 90 000    | 100 000   | 150 000   |
| 5    | Australie  | 72 902    | 75 373    | 69 880    | 146 410   |
| 6    | Maroc      | 112 681   | 116 923   | 117 270   | 102 185   |
| 7    | Italie     | 74 584    | 79 599    | 79 801    | 77 300    |
|      | Monde      | 2 145 426 | 2 239 697 | 3 224 900 | 3 497 148 |

## Calibre
Pour le calibre il s’agit de 4 types : pour le premier de 20 à 17 mm, le deuxième de 17 à 14 mm, le troisième de 14 a 10 mm et le dernier de 10 à 5 mm.

## Variétés
Il existe plus de 50 variétés d'amandes couramment cultivées. Parmi les plus connues et exploitées, on peut citer selon les pays :

### En Belgique et Hollande
- Robijn (P. amygdalus x P. persica)

### En France
- Aï : traditionnelle, Bouches-du-Rhône et Vaucluse ; à coque tendre, tardive, elle résiste aux gelées, maturité mi-septembre. Saveur très sucrée. Riche en huile, elle est utilisée en confiserie et cosmétique[28],[29]
- Ardéchoise : traditionnelle ; à coque tendre, amande de table, poids moyen de l’amandon 1,5 g, résiste bien aux maladies cryptogamiques mais floraison précoce[30]
- Ferraduel : création INRA, répandue en Languedoc-Roussillon, Provence, Corse ; à coque dure, floraison très tardive, pour la confiserie, les dragées, le nougat
- Ferragnès : création INRA, répandue en Languedoc-Roussillon, Provence, Corse ; à coque dure, très productive et régulière. Floraison très tardive. Saveur très sucrée. Pour la confiture
- Ferrastar : création INRA, répandue en Languedoc-Roussillon, Provence, Corse, à coque dure, hybride de Cristomorto x Ardéchoise, très rustique, floraison très tardive. Saveur très aromatique, légèrement musquée et sucrée. Pour la confiserie, aux pralines et à la pâte d’amande
- Fournat de Brezenaud : traditionnelle
- Languedoc : traditionnelle dans le Languedoc et en Provence
- Lauranne : création INRA, en Languedoc-Roussillon, Provence, Corse, à coque dure, première variété autofertile cultivée en Corse ; le fruit est fortement mucroné ; petite amande à la saveur légèrement sucrée. pour la pâtisserie[30]
- Mandaline : création INRA, répandue dans le Sud-Est
- Marcona
- Princesse (ou Sultane ou Amande de Provence) : traditionnelle, très précoce, elle mûrit début juillet, à coque tendre, de forme allongée, sa saveur est fine et elle se conserve longtemps sans rancir ; sa coque est demi-dure[30]
- Sultane : traditionnelle
- Texas, à coque tendre, arbre très vigoureux et productif, amande à saveur sucrée et aromatique, destinée au nougat, pâte d’amande et amandes grillées

### En Espagne et au Portugal
- Ayle, Desmayo Larguetta, Desmayo rojo, Glorieta, Guara, Largueta, Malaguena, Mallorca, Masbovera, Marcona, Mollar de Tarragona, Moncayo, Planeta, Valencia, Vayro, Marinada[28]...

### En Italie
- Arrubia, Avola, Casteltermini, Cavaliera, Contino, Cossu, Occhiorosso, Pilusedda, Pizzutella, Prima Bari, Rana, Romana, Scummissa, Tuono, etc.[28]

### En Grèce
- Aï, Ferraduel, Ferragnès, Texas, ...

### Au Maroc
- Abiod, Desmayo Larguetta, Fournat de Brezenaud, Marcona, Nec plus ultra, Non pareil, etc[31].

### En Tunisie
- Aï, Avola, Desmayo Laguetta, Ferraduel, Ferragnès, Fournat de Brezenaud Marcona, Peerless, Tuono, Zaaf[32]...

### Aux États-Unis
Essentiellement en Californie :
- Nonpareil : coque souple, taille moyenne, forme plate
- Carmel : coque souple, taille moyenne, forme étroite
- Butte : coque semidure, taille petite, forme courte, charnue, fortement ridée
- Padre : coque dure, taille petite, forme courte large
- Mission : coque dure, taille petite, marron foncé
- Peerless et Fritz, Monterey, Price, Sonora, California, Neplus, Wood Colony, Aldrich

### Au Chili
- Carmel, Nonpareil, etc.

### Autres variétés
Variétés récentes issues des États-Unis pour amateurs (autofertiles et rustiques) :
- All in One
- Garden Prince

## Symbolique religieuse

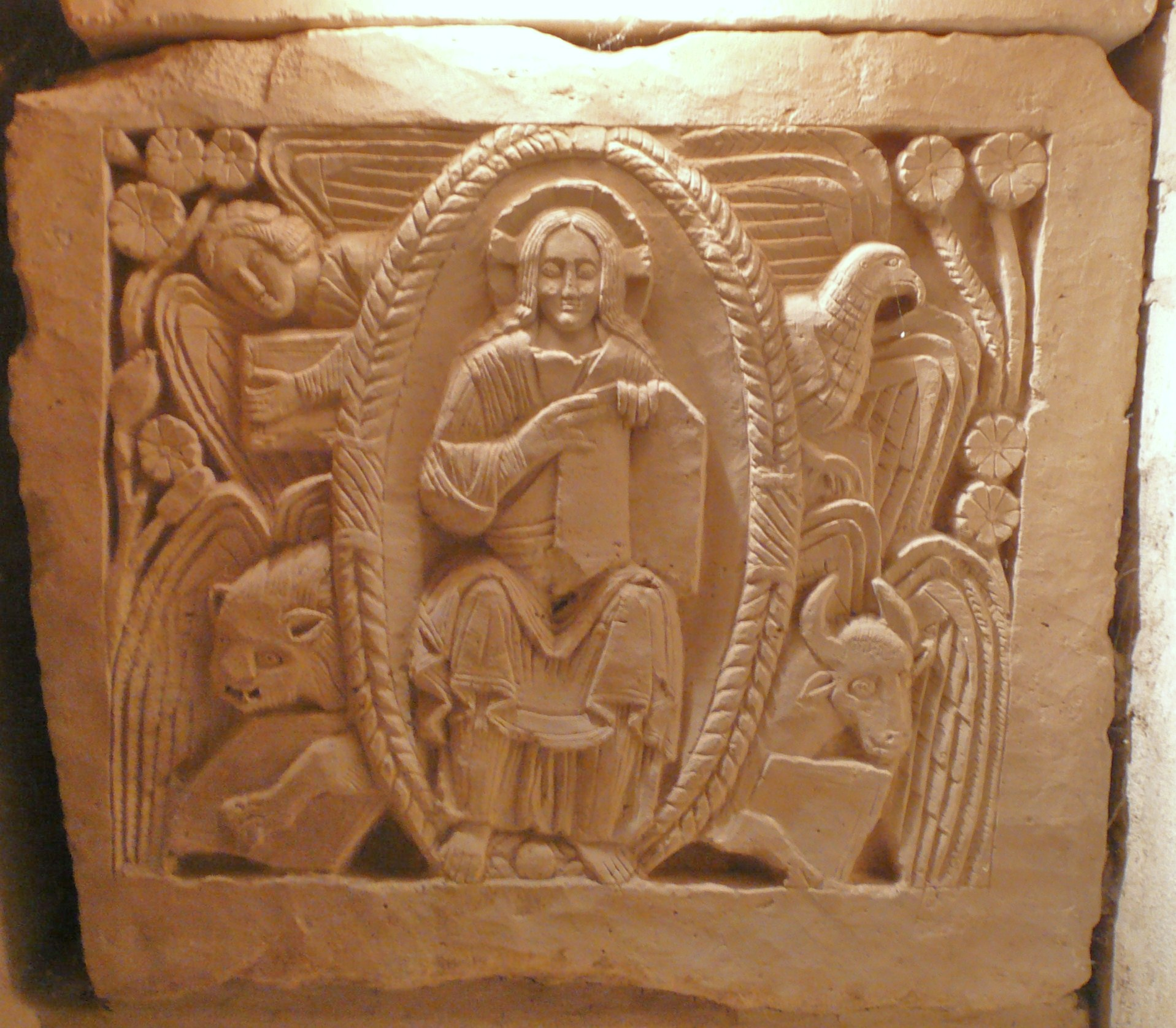
Le Christ tenant le Livre, dans une mandorle, entouré des quatre évangélistes représentés par leurs attributs. C’est la plus ancienne reproduction du Christ tétramorphe en Occident. Bas-relief du VIIe siècle à la tête du sarcophage de Saint-Agilbert dans la crypte Saint-Paul à Jouarre (Seine-et-Marne).

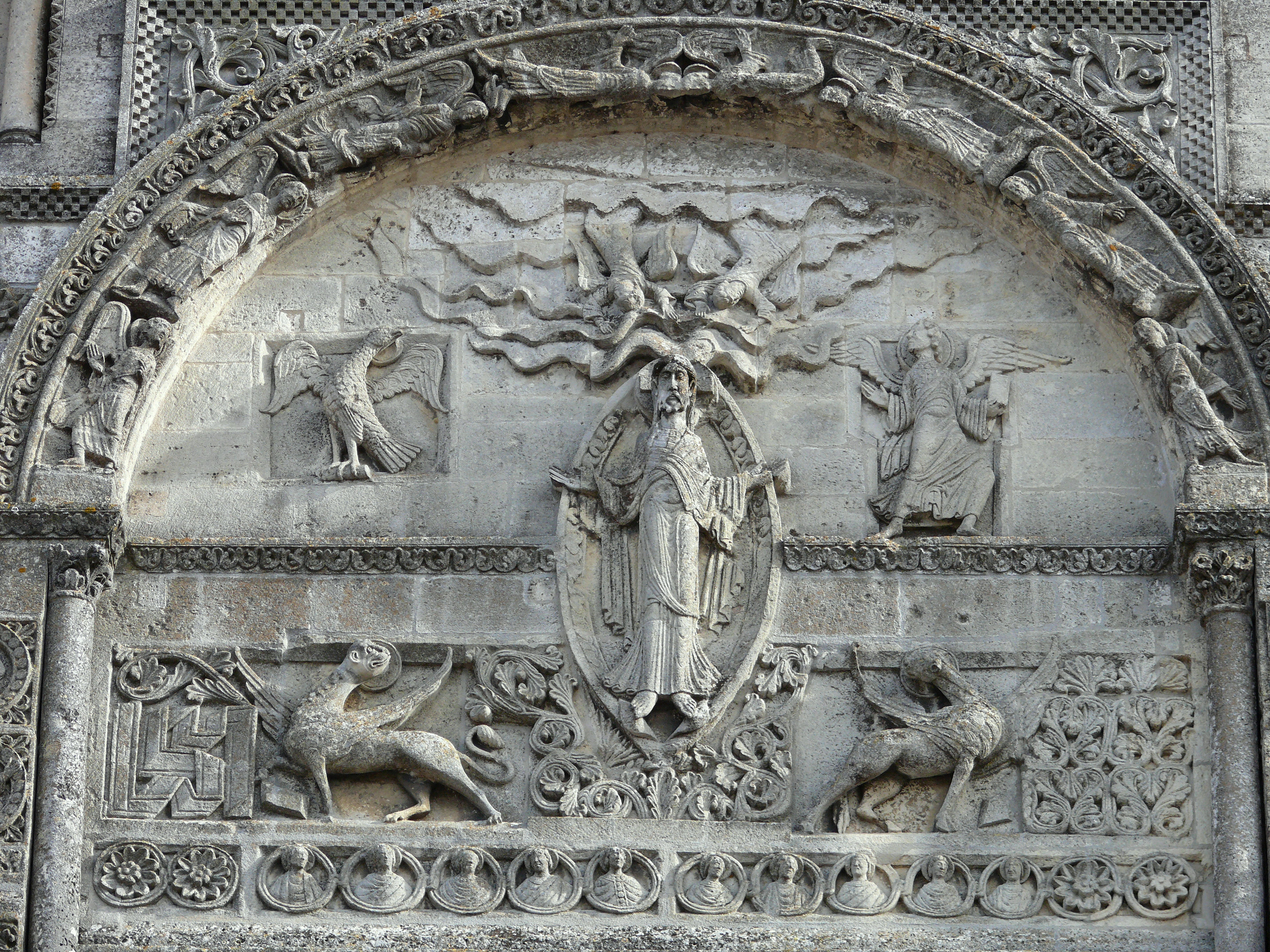
Représentation du Christ dans une mandorle, entouré par les emblèmes des quatre évangélistes. Arcature centrale de la façade du XIIe siècle de la Cathédrale Saint-Pierre (de style roman), Angoulême, Charente.

L’amandier, appelé shaked ou luz dans la Bible, est mentionné à plusieurs reprises dans la Genèse en relation avec Jacob. « Arbre mystérieux », l’amandier symbole d’immortalité du Dieu, annonce une vie nouvelle pour l’homme. Jérémie (I, 2) se réfère au nom de l’arbre signifiant « vigilant » ou « celui qui veille », pour indiquer que l’amandier veille comme le sage aux signes du temps pour déceler l’arrivée du printemps qu’il annonce « impatiemment » aux hommes par sa floraison.
Les liens bibliques entre le ciel et la terre, de gloire et d’éternité, se retrouvent dans la « mandorle », cette « gloire » en forme d’amande (de l’italien mandorla) qui concrétise le rayonnement émanant d’un personnage divin ou céleste. Dans l’iconographie chrétienne, l’Ascension connaît une nouvelle représentation au VIe siècle en Syrie. Elle représente le Christ « en majesté » de face, debout et immobile, comme nimbé de lumière, entouré d’une mandorle, figurant une « coquille protectrice ». Le Christ tient un livre dans la main gauche et bénit de la main droite, et détail insolite, il est entouré de la Vierge Marie, pourtant absente des récits bibliques de l’Ascension, et de Saint Paul, dont la chronologie confirme l’absence. Ce type de représentation, inspiré du traitement iconographique de l'apothéose de l'empereur dans la tradition romaine, a été souvent largement utilisé dans la décoration monumentale des églises byzantines.
Tout comme la coque dure du fruit de l’amandier contient le trésor fabuleux de l’amande, la mandorle est capable de « contenir » la divinité, la Réalité divine et la Vérité cachées sous des apparences humaines. L’Europe occidentale va également adopter cette représentation du Christ inséré dans une mandorle à partir du VIIe siècle av. J.-C., dans la crypte Saint-Paul à Jouarre, dans une figuration d’inspiration byzantine. L’inscription du Christ dans une mandorle sur le tympan de la porte des églises romanes puis gothiques révèle le symbolisme du passage de l’extérieur de l’église à l’intérieur et préfigurant le passage des vivants du monde terrestre au monde céleste.
La mandorle devient dans le langage symbolique l’annonce de la résurrection et s’appliquera aussi à la Vierge Marie lors de la Dormition, sa montée mystique au ciel après sa mort.
Au temps des Romains, on jetait des amandes sur les mariés pour leur garantir bonheur, chance, santé et une belle descendance.

## Calendrier
Le 18e jour du mois de thermidor du calendrier républicain / révolutionnaire français est dénommé jour de l'amande, généralement chaque 5 août du calendrier grégorien.